# Chiesa di San Basso (Capodistria)
La chiesa di San Basso è un luogo di culto cattolico di Capodistria, in Slovenia, nel territorio della diocesi di Capodistria.

## Storia
La chiesa venne completata verso la fine del XVI secolo, ma in un primo momento fu un ospedale dedicato a san Nazario. Nel 1706 fu consacrata dal vescovo di Capodistria Pietro Nandini. La chiesa fu ristrutturata nel 1731. 

## Descrizione
È in stile barocco e ha una sola navata a soffitto piano. L'altare è dipinto con immagini di san Basso e san Nazario, una statua di san Nazario in sacrestia e un crocifisso raffigurante Cristo vittorioso in legno policromo datato circa 1120.